# Hyundai Sonata
Hyundai Sonata — среднеразмерный переднеприводный седан. В соответствии с классификацией легковых автомобилей по формальному признаку (габариты), принятой в ЕС, автомобиль принадлежит к сегменту E — «Executive cars», по Euro NCAP — к «Large family car» (сегмент D). Неофициальные источники, дилеры и журналисты, специализирующиеся на данной тематике, относят автомобиль как к D-сегменту, так и к бизнес-классу.

## Первое поколение
Седан Hyundai Sonata впервые был представлен публике 4 ноября 1985 года. С технической точки зрения Hyundai Sonata являлся немного улучшенной версией заднеприводного Hyundai Stellar. Название «Sonata» использовалось только для корейского внутреннего рынка, а для экспорта в Канаду автомобиль назывался как Hyundai Stellar II.
Hyundai Sonata позиционировалась как более престижная версия Stellar, поэтому могли быть установлены такие опции как круиз-контроль, электропривод сидений и зеркал, а также четырёхступенчатую автоматическую коробку передач «Borg-Warner». В Южной Корее автомобиль продавался с лицензионными двигателями Mitsubishi Sirius объёмами 1,8 л. (98 л.с.) и 2,0 л. (120 л.с.).
На Sonata первого поколения был весьма низкий спрос как в Южной Корее, так и в других странах. Дело в том, что внешне это был тот же Stellar, что хорошо видели покупатели.
После рестайлинга 1987 года Hyundai Sonata получил двухцветную окраску кузова и бортовой компьютер, однако это не помогло оптимизировать продажи.
Первое поколение Hyundai Sonata официально не продавалось в США и странах Европы, поскольку модель не отвечала экологическим нормам к выхлопам, введённых в этих странах. Однако для экспорта в Новую Зеландию производилась версия Sonata с правым рулём и двигателем «Saturn» от Mitsubishi объёмом 1.6 л. (110 л.с.).
В 1988 году была выпущена последняя версия этого поколения — Stellar 88, приуроченная к Олимпийским играм 1988 года в Сеуле. После неё Hyundai окончательно прекратил выпуск модели Stellar.
- 1985-1987 Hyundai Sonata, вид спереди
- 1985-1987 Hyundai Sonata, вид сбоку-сзади

## Второе поколение
Второе поколение Sonata (Y2) было частью маркетинговой политики по вторжению на рынки Северной Америки автомобилей Hyundai после успеха Excel.
Разработкой дизайна кузова и салона Sonata (Y2) занималась студия Italdesign, работами руководил Джорджетто Джуджаро. Новая Sonata получила новую платформу Galant Σ от Mitsubishi, на которую устанавливались двигатели Mitsubishi Sirius объёмом 2,4 л. (110 л.с.).
Sonata (Y2) была показана в Республике Корее 1 июня 1987 года. Также была представлена в Канаде в сентябре 1987 года как модель 1988 года, а в 1988 году в США как модель 1989 года и только в марте 1989 года представлена в Австралии.
В июне 1989 года Hyundai Sonata (Y2) стал официально продаваться в Европе, это была третья по счёту модель Hyundai, продававшаяся в Европе. Основным европейским конкурентом для Sonata был Ford Sierra.
Sonata заместил собой на рынке Stellar в линейке больших семейных автомобилей от Hyundai Motor. В 1992 году был произведён рестайлинг автомобиля.

### Промежуточные модификации
1991 г. — был переоформлен интерьер.
- Новые сиденья
- Новая консоль
- Новая панель приборов
- Двойные подстаканники
- Плавно потухающее освещение ("вежливая подсветка")

1992:
- Новый 16 клапанный, 4 цилиндровый, 2-х литровый двигатель от Mitsubishi, заменил старый 2,4 л
- ABS стала доступна для GLS с V6 двигателем.
- Новая радиаторная решётка
- Новые указатели поворота
- Небольшие внешние изменения,

1993 — за исключением цвета кузова, передних воздухозаборников и новой «резины» в этом году мало что изменилось.
- Hyundai Sonata 2 (1988-1991)
- Hyundai Sonata 2 (1991-1993)
- Hyundai Sonata 2 (1991-1993)

### Двигатели
| Модель               | Объём см³            | Конфигурация         | Цилиндров шт         | Клапанов шт          | Максимальная мощность кВт (л.с.) при об/мин | Максимальный крутящий момент Нм при об/мин | Комментарии |
| Бензиновые двигатели | Бензиновые двигатели | Бензиновые двигатели | Бензиновые двигатели | Бензиновые двигатели | Бензиновые двигатели                        | Бензиновые двигатели                       | Бензиновые двигатели |
| -------------------- | -------------------- | -------------------- | -------------------- | -------------------- | ------------------------------------------- | ------------------------------------------ | --- |
| 1.8                  | 1795                 | i4                   | 4                    | 8                    | 70 (95)/5200                                | 143/4100                                   | Основой двигателя служил четырёхцилиндровый двигатель Mitsubishi Sirius, который Hyundai выпускала по лицензии. Код двигателя: Hyundai G4CM. |
| 2.0                  | 1997                 | i4                   | 4                    | 8                    | 75 (102)/5000                               | 157/2500                                   | Код двигателя Hyundai G4CP |
| 2.0                  | 1997                 | i4                   | 4                    | 16                   | 96 (131)/6000                               | 166/4000                                   | Заменил с 1992 года двигатель с объёмом 2.4л - Hyundai G4CS. Код двигателя: Hyundai G4CPD |
| 2.4                  | 2351                 | i4                   | 4                    | 8                    | 84 (114)/4500                               | 186/3500                                   | Прекратили устанавливать из-за существенного недостатка - высокий расход топлива. Код двигателя: Hyundai G4CS. |
| 3.0                  | 2972                 | V-образный           | 6                    | 12                   | 107 (146)/5000                              | 231/2400                                   | Начали устанавливать с 1990 года. Основой двигателя служил двигатель Mitsubishi Cyclone (6G72) образца 1987 года, который Hyundai выпускала по лицензии. Код двигателя: Hyundai G6AT. Необходимость в установке шестицилиндрового бензинового двигателя была вызвана желанием долгосрочного существования на рынке США, в котором компания была заинтересована. Недостаток был в высоком расходе топлива. |

- Дизельный двигатель не устанавливался на данную модель.

### Комплектации
Второе поколение Hyundai Sonata ещё не оснащалась подушки безопасности, но устанавливалась ABS как дополнительная опция к моделям с двигателем V6. Эти средства защиты в то время не устанавливались в стандартных комплектациях в большинстве автомобилей среднего класса. Шасси получилось очень удачным и удобным, даже не изменилось в 1992 году при фейслифтинге.

## Третье поколение
Третье поколение Hyundai Sonata дебютировало в 1993 г, как модель 1995 года. Основной двигатель, который предлагался на большинстве рынков был 2,0 л 126 л.с. (94 кВт) Sirius I4 также 2,0 литровый 16-клапанный на 139 л.с.(102 кВт), помимо этого двигателя, предлагался 3 л 142 л.с. (106 кВт) Mitsubishi 6G72V6 как опция на некоторых рынках. Это поколение вышло после закрытия канадского завода в Бромоне в сентябре 1993 и поставлялась только корейской сборки, до открытия пекинского завода Hyundai в декабре 2002.

## Четвёртое поколение
Модель впервые представлена в августе 1998 года. Оснащалась двигателями объёмом 2.0л 136 л.с., объёмом 2.4 л 138 л.с. (103 кВт) Hyundai Sirius и объёмом 2,5л 168 л.с. (121 кВт) V6 DOHC модели Hyundai Delta. Параллельно было запущено производство модели Kia Optima (называемая также Kia Magentis за пределами США), имеющим ту же базу, двери, стёкла, но отличающегося незначительно наружными панелями кузова и интерьером. Данная модель явилась платформой для первого поколения Hyundai Santa Fe, относящегося к классу кроссоверов.
- 2000 Hyundai Sonata (Австралия)
- 2001 Hyundai Sonata (США)
- 2001–2005 Hyundai Sonata (Австралия)

### Рестайлинг
Обновлённая модель четвёртого поколения (как ошибочно называют в России «пятая Соната») выпускалась с 2002 по 2005 год на заводах Beijing Hyundai Co. в Китае и на заводе ТагАЗ в Ростовской области в РФ с 2004 по 2011 год. В 2002 году (Sonata EF New) получила полностью алюминиевый двигатель объёмом 2,7л 172 л.с. (127 кВт) V6 DOHC модели Hyundai Delta.

## Пятое поколение
NF Sonata была запущена в августе 2004 года в Корее на основе новой платформы, созданной из проекта NF. Первый полностью алюминиевый двигатель I4, получивший название Theta, дебютировал в новой Sonata. Выбор двигателя при запуске был 2.4-литровый I4 с мощностью 164 л.с. (122 кВт) при 5800 об / мин и 3. 3-литровый V6 мощностью 237 л.с. (177 кВт) V6. В Корее 2. 4-литровый вариант был продан как F24S (24 = 2. 4L, S = Special). 2.0-литровая бензиновая версия была продана только в Корее и оказалась там более популярной благодаря добавленной газовой, налоговой и страховой сбережениями. Дизельные версии доступны в Европе, Новой Зеландии и Сингапуре, где они являются популярной заменой для такси Toyota Comfort.
В мае 2005 года начало производства Sonata в США совпало с началом производства на первом сборочном заводе компании в США, в Монтгомери, штат Алабама. На российском рынке Hyundai Sonata пятого поколения продавалась как Hyundai NF, так как товарный знак Hyundai Sonata был на тот момент в собственности Таганрогского автомобильного завода.

### Рестайлинг
Обновлённый автомобиль был представлен в 2008 году на автосалоне в Чикаго как модель 2009 года. В Корее автомобиль продавался как Hyundai Sonata Transform.
Обновление включает в себя новые двигатели, передний бампер и хромированную решётку радиатора, задние фонари, новые 10-спицевые легкосплавные колёсные диски для модели Limited (в отличие от 5-спицевых модели SE), а также в значительной степени пересмотрена приборная панель.
| Euro NCAP                                      | Euro NCAP | Euro NCAP | Euro NCAP |
| ---------------------------------------------- | --------- | --------- | --------- |
| Рейтинги                                       | Пассажир  |           | 27        |
| Рейтинги                                       | Ребёнок   |           | 37        |
| Рейтинги                                       | Пешеход   |           | 12        |
| Протестированная модель: Hyundai Sonata (2006) |           |           |           |

## Шестое поколение
Hyundai Sonata YF— шестое поколение одного из флагманских седанов Hyundai (для некоторых стран мира название модели может звучать как i45). D-класс. 
Построен на новой платформе, созданной для производства моделей Sonata YF/i45, i40  (универсал, седан).